# Jona Mondlicht
Jona Mondlicht (geb. 1969 in Erfurt) ist ein deutscher Schriftsteller.

## Leben
Jona Mondlicht erlernte zunächst den Beruf eines Elektromonteurs, studierte anschließend in der Fachrichtung Informatik und schloss 1998 ein Studium als Diplombetriebswirt ab.
Im Jahr 2001 gründete und entwickelte er die Plattform Schattenzeilen und betreibt diese auch heute noch. Die Plattform hat sich zwischenzeitlich zu einer bedeutenden Adresse für erotische Literatur im Web entwickelt, auf der auch bekannte andere Autorinnen wie Antje Ippensen veröffentlichen.
Sein im Jahr 2014 im Verlag Elysion-Books erschienener Roman Unverglüht ist dem Genre Erotik zuzuordnen und von BDSM-Elementen geprägt. Eine junge Frau sucht eine Ledermanufaktur auf und kommt dort mit deren Inhaber ins Gespräch. Er erzählt ihr verschiedene Geschichten aus dem Leben zweier Protagonisten, die sich kennenlernen und auf eine Liaison einlassen.
Der im Jahr 2015 im Verlag Elysion-Books erschienene Roman Aufgewühlt ist als Fortsetzung von Unverglüht konzipiert.
Der im Jahr 2017 im Verlag Elysion-Books erschienene Roman Angefühlt schließt die Trilogie ab.

## Werke

### Erotische Romane
- Unverglüht. Elysion, Leipzig 2014, ISBN 978-3-945163-04-7.
- Aufgewühlt. Elysion, Leipzig 2015, ISBN 978-3-945163-53-5.
- Angefühlt. Elysion, Leipzig 2017, ISBN 978-3-96000-027-3.

### Kurzgeschichten in Anthologien
- Kurzgeschichten Ninas Nightmare und Die Muschelsammlerin im Buch kopfkino (2008), ISBN 978-3-8370-4067-8
- Kurzgeschichte Bolero im Buch Alles Liebe... (2014), ISBN 978-3-942602-57-0

## Rezensionen
- Rezension Unverglüht auf Schattenzeilen
- Rezension Unverglüht auf Schlagzeilen
- Rezension Aufgewühlt auf Schlagzeilen